# Ащебутакский сельсовет
Ащебутакский сельсовет — сельское поселение в Домбаровском районе Оренбургской области Российской Федерации.
Административный центр — село Ащебутак.

## История
9 марта 2005 года в соответствии с законом Оренбургской области № 1898/326-III-ОЗ образовано сельское поселение Ащебутакский сельсовет, установлены границы муниципального образования.

## Население
| 2010  | 2012  | 2013  | 2014  | 2015  | 2016  | 2017  |
| ----- | ----- | ----- | ----- | ----- | ----- | ----- |
| 1685  | ↘1667 | ↘1652 | ↘1633 | ↘1618 | ↘1594 | ↘1559 |
| 2018  | 2019  | 2020  | 2021  |       |       |       |
| ↘1516 | ↘1493 | ↘1433 | ↘1365 |       |       |       |

## Состав сельского поселения
| № | Населённый пункт | Тип населённого пункта       | Население |
| - | ---------------- | ---------------------------- | --------- |
| 1 | Ащебутак         | село, административный центр | 1302      |
| 2 | Истемис          | село                         | 172       |
| 3 | Корсунский       | посёлок                      | 211       |